# Душанбе (аеропорт)
Аеропорт «Душанбе» (IATA: DYU, ICAO: UTDD) — міжнародний аеропорт, що обслуговує столицю Таджикистану місто Душанбе. У 2011 році пасажирообіг аеропорту склав 588 797 пас.
Аеродром Душанбе є аеродромом класу В з кодовим позначенням ICAO — 4D, здатний приймати літаки А-310, Б-737, Б-767, Іл-62, Іл-76, Ту-154 і всі більш легкі, а також гелікоптери всіх типів. Максимальна злітна вага повітряного судна 170 т.
Аеропорт «Душанбе» є аеродромом спільного базування: використовується також військовою авіацією.
Аеропорт є хабом для:
- Somon Air
- Tajik Air

## Опис
Перша аеростанція та аеродром були створені в Таджицькій РСР у 1924 році на території сучасного міста Душанбе, у районі, де в теперішній час розташовані приміщення Будинку друку та телекомпанії «Сафіна». 
У листопаді 1929 року був відкритий аеропорт «Сталінабад» (16 жовтня 1929 року Дюшамбе перейменували в Сталінабад). 
З роками столичний аеропорт розвивався, постійно вдосконалюючись і набуваючи сучасний вигляд. Діючий аеродромний комплекс був введений в експлуатацію в 1964 році. 
За період експлуатації аеродрому були здійснені численні реконструкції, пов'язані з підсиленням несучої здатності штучного аеродромного покриття.

## Авіалінії та напрямки, квітень 2021

### Пасажирські
| Авіакомпанія         | Пункт призначення |
| -------------------- | --- |
| Air Astana           | Алмати |
| Avia Traffic Company | Бішкек |
| flydubai             | Дубай |
| Iran Aseman          | Мешхед |
| Kam Air              | Кабул |
| S7 Airlines          | Новосибірськ |
| SCAT                 | Нур-Султан |
| Somon Air            | Алмати, Делі, Дубай, Франкфурт, Іркутськ, Стамбул, Казань, Худжанд, Краснодар, Красноярськ-Ємельяново, Москва-Домодєдово, Москва-Жуковський, Новосибірськ, Оренбург, Сочі, Ташкент, Ст Петербург, Урумчі, Єкатеринбург Сезонний чартер: Шарм-ель-Шейх |
| Tajik Air            | Делі, Москва–Домодєдово |
| Turkish Airlines     | Стамбул |
| Ural Airlines        | Москва-Жуковський, Нижньовартовськ, Ст Петербург, Уфа, Волгоград, Воронеж, Єкатеринбург Сезонний: Челябінськ, Казань, Краснодар, Самара |
| Utair                | Москва-Внуково |
| Uzbekistan Airways   | Ташкент |
| Varesh Airlines      | Мешхед, Сарі |

## Статистика
Див. джерело запитів Вікіданих та джерела.

## Ресурси Інтернету
- www.airport.tj Офіційний вебсайт аеропорту Душанбе [Архівовано 4 листопада 2010 у Wayback Machine.]